# Jean-Paul Hosotte
Pour les articles homonymes, voir Hosotte.
Jean-Paul Hosotte  (né le 11 mars 1955 à Belfort,) est un coureur cycliste français, professionnel de 1978 à 1981. Il est le frère aîné de Patrick Hosotte, coureur cycliste professionnel aux mêmes dates et dans les mêmes équipes que lui.

## Palmarès
- 1975
  - Champion de Franche-Comté[2]
  - 3e du Tour d'Alsace

- 1976
  - 2e du Critérium du Printemps

- 1977
  - Champion de Franche-Comté[2]
  - 4e étape du Tour de Seine-et-Marne

- 1978
  - 1rea étape de la Semaine catalane (contre-la-montre par équipes)
  - 3e du Grand Prix de Lausanne

- 1979
  - Prologue du Tour du Vaucluse

- 1982
  - Circuit des Mines
  - 2e du Grand Prix du Val de Villé

- 1984
  - 3e du Critérium du Printemps

- 1985
  - Critérium du Printemps

- 1987
  - 2e du Grand Prix de Châtel-Guyon

## Résultat sur le Tour de France
1 participation
- 1981 : 98e